# Halina Sawecka
Halina Bernarda Sawecka – polska literaturoznawczyni, dr hab., profesor zwyczajny i dyrektor Instytutu Filologii Romańskiej Wydziału Humanistycznego Uniwersytetu Marii Curie-Skłodowskiej.

## Życiorys
Obroniła pracę doktorską, następnie uzyskała stopień doktora habilitowanego. 12 maja 1992 nadano jej tytuł profesora w zakresie nauk humanistycznych. Pracowała w Instytucie Filologii Romańskiej na Wydziale Nauk Humanistycznych Katolickiego Uniwersytetu Lubelskiego Jana Pawła II.
Piastowała stanowisko profesora zwyczajnego, a także dyrektora w Instytucie Filologii Romańskiej na Wydziale Humanistycznego Uniwersytetu Marii Curie-Skłodowskiej w Lublinie.